# Адениджи, Тунде
Бабатунде Темитопе (Тунде) Адениджи (англ. Babatunde Temitope Adeniji; 17 сентября 1995, Акуре) — нигерийский футболист, нападающий китайского клуба первой лиги «Куньшань».

## Карьера

### Клубная
Футбольную карьеру начал в 2012 году в клубе «Райзинг Старз». В 2013 году подписал контракт с клубом «Саншайн Старз». В 2016 году перешёл в болгарский «Левски». В начале 2018 года перешёл в казахстанский клуб «Атырау».
6 сентября 2020 года игрок присоединился к команде «Куньшань», представляющей первый дивизион Китая по футболу. Отличился в кубковом матче второго раунда против «Гуанчжоу Эвергранд».

### В сборной
В 2015 году дебютировал за национальную сборную Нигерии.